# 靳準
靳 準（きん じゅん、? - 318年）は、中国五胡十六国時代における漢（後の前趙）の政治家である。匈奴屠各種の系統の有力者である。劉粲を始め漢の皇族を虐殺し、漢天王を自称した。

## 生涯

### 漢の外戚
若い頃の事績は明らかになっていない。
漢王朝に仕え、劉聡の時代には中護軍の地位にあった。
彼には娘が少なくとも3人おり、その中でも靳月光と靳月華は殊色がある事で評判であった。
315年、劉聡は靳準の屋敷へ赴くと、彼女らを後宮に迎え入れ、左貴嬪・右貴嬪（皇帝の側室の称号）に立てた。その数カ月後、靳月光は皇后となり、さらに後に上皇后に立てられた。また、靳月華は右皇后となり、末娘の靳夫人もまた劉聡の世子である劉粲の妻となった。これにより靳準は劉氏の外戚となり、権勢の一端を担うようになった。
同年、御史大夫陳元達は上奏し、靳月光が淫行を為したとして弾劾した。劉聡は靳月光を特に寵愛していたが、父の代からの功臣である陳元達の発言を無視するわけにもいかず、やむなく皇后から廃した。靳月光はこの一件を大いに恥じ、間もなく自殺してしまったので、靳準は陳元達を深く恨むようになった。
当時、宦官である中常侍王沈・中宮僕射郭猗・中黄門陵修らはみな劉聡から寵遇されており、315年頃より劉聡が政務を怠るようになると、彼らが朝政を仕切るようになっていた。王沈らの車・衣服・邸宅の豪華さは諸王を超え、良民を迫害して財貨を着服していたが、靳準は彼らに媚び諂ったという。 
靳準の従妹は皇太弟劉乂に側室として仕えていたが、侍人と密通したことにより、劉乂の怒りを買って処刑された。これ以降、劉乂はこのことで度々靳準を嘲笑したので、靳準は深く恥じ入ると共に憤った。その為、彼は劉乂を皇太弟の地位から引きずり降ろそうと考え、劉聡の嫡男である劉粲の下へ赴いて「東宮（皇太子）は万事の補佐であるので、殿下（劉粲）こそがその地位に座るべきであります。また、殿下の世継ぎとして次の世代も早く決めておくべきです。大将軍（劉敷）と衛将軍（劉翼）が皇太弟（劉乂）を擁立して造反を起こすと言う話は、今や道行く人でさえ知っています。もしも皇太弟が天下を取ったら、殿下には身を入れる場所さえなくなってしまいますぞ。昔、孝成（前漢の成帝）は子政（王政君）の言を容れなかったために王氏（王莽）に簒逆を許すことになったのですが、殿下はそれでよいのですか」と問うと、劉粲は「許してよいはずがない」と答えた。これに靳準は「その通りです。つきましては、殿下に伝えておかなければならないことがあります。噂によれば大将軍、衛将軍および左右輔はみな皇太弟を奉じて春に変を起こそうとしているとのことですから、殿下は備えをなされますように。そうしなければ禍を招くこととなるでしょう。また、主上（劉聡）は皇太弟を信じておられるので、おそらくは造反を告げても信じられないでしょう。一案として、東宮の禁固を緩めて皇太弟の賓客との交わりを許可するのです。皇太弟はもともと士を待遇することを好むので、必ずや疑うことなく人を招くでしょう。そうすれば、軽薄な小人は皇太后に近づいて謀反を持ち込むでしょう。後に私が殿下のためにその罪を暴露させるので、殿下が太宰と一緒に皇太弟と交流していた者を捕えて責めれば、主上もこれに罪があるとされるでしょう。そうしなければ、今や朝望は皇太弟に多く帰しているので、主上にもしものことがあれば殿下は恐らく立つことができないでしょう」と進言した。劉粲はその言葉を信じ、東宮を守っていた卜抽に命じ、兵を率いて東宮を去らせた。
316年7月、河東で蝗害が大発生した。靳準は部下を率いてこの対処に当たり、蝗を捕らえて土の中に埋めたが、蝗は再び土中から飛び出して豆を食い荒らした。その鳴き声は十里余り遠方まで聞こえたといわれ、これにより平陽の飢饉はさらに悪化した。
317年3月、劉粲は王平に命じて「詔によれば都に異変が起ころうとしております。武具を集めて備えられますように」と、劉乂に向けて偽りの発言をさせた。劉乂はこれを信じ、宮臣に命じて宮殿に武具を集めさせた。劉粲は使者を靳準・王沈のもとへ派遣して「王平によれば東宮で非常事態が起きているとのことだが、どうすべきか」と問うた。靳準がこれを劉聡に報告すると、劉聡は大いに驚き「そのようなことがあるのか」と半信半疑であったが、王沈らが声を揃えて「臣らは久しくこのことを聞き知っておりましたが、陛下が信用されないことを恐れていたのです」と言うと、劉聡は遂に信じ、劉粲に命じて東宮を包囲させた。靳準は劉粲の命により、氐族・羌族の酋長10人余りを捕えて肉刑を加え、劉乂と共に反逆を謀ったと嘘の自白をさせた。またこの時、靳準は普段から憎んでいた大臣および官属数十人を誅殺した。
4月、劉乂は廃されて北部王に降格となった。間もなく劉粲の命により、靳準は刺客を放って劉乂を殺害した。
領内において再び蝗害が大発生し、特に平陽や冀州・雍州が最も酷く、靳準がこれの対処にあたった。その最中、二人の子が突然死亡したという。
318年、劉聡が王沈の養女を左皇后に立てると、尚書令王鑒・中書監崔懿之らがこれを固く諫めた。劉聡は大怒し、劉粲に命じて彼らを捕らえて市に送った。刑の執行に際して崔懿之は王沈へ「靳準の容姿を見るに必ずや国の患いとなるだろう。また、汝も人を食らったからには、必ずや人が汝を食らうだろう」と言い放ったという。

### 靳準の乱
6月、劉聡が崩御すると劉粲が即位した。次女の靳月華は皇太后に立てられ、末娘の靳氏は皇后に立てられた。劉粲は日々歓楽に耽り、劉聡への哀傷の姿を見せなかったという。これを見た靳準は密かに謀反を企むようになったという。
8月、靳準は政権を掌握しようと思い、劉粲へ「聞くところによれば諸公が伊尹や霍光を真似て、まず太保（呼延晏）と臣を誅滅し、大司馬（劉驥）に万事を統率させようとしているとのことです。陛下はこれに先んじて手を打たれねば、禍に見舞われますぞ」と言った。しかし、劉粲はこれに従わなかった。靳準は恐れて、二人の靳夫人（靳皇太后と靳皇后）に対して「諸侯王は帝を廃して済南王（劉驥）を立てようとしている。おそらくわが一族は皆殺しにされてしまうであろう。このことを帝に申し上げるのだ」と言った。両靳氏が機会を見てこれを申し上げたところ、劉粲はこれに同意し、太宰・上洛王劉景、太師・昌国公劉顗、大司馬・済南王劉驥、車騎大将軍・呉王劉逞、大司徒・斉王劉勱らを捕らえると、全員処刑した。政敵のいなくなった靳準は大将軍・録尚書事に任じられた。
劉粲は酒に溺れて後宮に入りびたりとなり、政務･軍務問わず靳準が取り仕切るようになった。靳準は劉粲の命だと偽り、従弟の靳明を車騎将軍に、靳康を衛将軍に任じた。金紫光禄大夫の王延は徳望ある老臣であったことから、彼に謀反の計画を伝えたところ、王延はこれに従わずに朝廷へ報告すべく駆け込もうとした。靳康は彼を捕らえ、身柄を靳準のもとへ差し出した。
靳準は時機を見計らって決起すると、まず光極殿に上り、甲士に命じて劉粲・劉元公の父子を捕えさせ、劉粲父子の罪状を数え上げた上でこれを処刑した。靳準は劉氏を老若男女問わず全て東市に引き出して斬首し、永光・宣光の二陵（劉淵と劉聡の墓）を掘り返し、劉聡の屍を斬った上で宗廟を焼き払った。平陽では幽鬼の哭く声が百里に渡って響いたという。靳準は大将軍・漢天王を名乗り、百官を任命した。
靳準は胡嵩へ「古来、胡人で天子になった者などいない。伝国璽を汝に渡すので、これを晋に返すのだ」と言った。だが、胡嵩は靳準の命を受けなかったので、靳準は誅殺した。靳準は東晋の司州刺史李矩へ使者を派遣し「劉淵は屠各種の小醜であり、晋の乱れに乗じて天命を詐称し、二帝（懐帝と愍帝）を虜庭（蛮族の土地）に幽没させました。今、私が兵を従え、梓宮（皇帝の棺）を運びます。この事を朝廷に上聞されますよう」と述べた。李矩が元帝に報告すると、元帝は太常韓胤などを派遣して梓宮を迎え入れさせた。漢の尚書北宮純らは靳準に反発し、旧臣を集めて東宮を守った。靳康がこれを攻略すると、彼らを皆殺しにした。靳準は王延を左光禄大夫に任じて同志に引き込もうとしたが、王延はこれを拒んで「貴様は逆賊である。我を殺すなら速やかに殺せ。そして、我が左目を西陽門に置くように。そうすれば相国（劉曜）がお前を滅ぼすのが見られるであろう。また、我が右目を建春門に置け。そうすれば大将軍（石勒）が入城するのを見られるであろう」と詰った。靳準は怒って王延を処刑した。
相国の劉曜が靳準の謀反を知ると、長安から平陽に向かった。大将軍の石勒も精鋭5万を率いて靳準討伐を掲げ、襄陵北原に駐軍した。靳準は石勒を攻撃したが、石勒は守りを固めて靳準の鋭気を削いだ。
10月、劉曜が河東の赤壁に至ると、皇帝の位に即いて大赦を下した。ただし、靳準一門は大赦から外された。北原に駐軍した石勒は平陽を攻撃し、巴賨族・氐族・羌族・羯族の人々が石勒に帰順した。石勒の動きに呼応して劉曜は征北将軍劉雅・鎮北将軍劉策を汾陰に駐軍させ、石勒と共に靳準を討つよう命じた。
11月、靳準は侍中卜泰を派遣し、石勒に乗輿や御服を贈って和睦を請うた。しかし、石勒は卜泰を捕えると劉曜に送った。劉曜は卜泰へ「先帝（劉粲）は確かに大倫を乱した。司空（靳準）はただ伊尹や霍光に倣ってそれを誅しただけである。そのおかげで朕が即位できたので、司空には大功がある。もし朕を迎え入れるなら、今までの全てを許し、政事を任せるつもりだ。卿は朕のために城に帰り、朕の意思を伝えよ」と述べた。卜泰は平陽に帰ると靳準へ事の次第を報告した。しかし、靳準は劉氏の一族を皆殺しにしていたので、投降を躊躇った。
12月、左車騎将軍喬泰・右車騎将軍王騰・衛将軍靳康らは、遂に靳準を見限って殺害し、尚書令靳明を新たな主君に立てた。靳明らは卜泰を劉曜の陣営に派遣すると、伝国璽を返上し、平陽の士女1万5000人を率いて帰順した。だが、劉曜は靳氏一族を許さず、老若男女問わず靳氏一族は皆殺しとなった。この靳準の乱をきっかけとして、漢は劉曜の前趙・石勒の後趙に分裂した。